# سیارک ۸۳۲۸
سیارک ۸۳۲۸ (به انگلیسی: 8328 Uyttenhove، نامگذاری:1981QQ2) هشت هزار و سیصد و بیست و هشتمین سیارک کشف شده‌است که در ۲۳ اوت ۱۹۸۱ کشف شد.
قدر مطلق سیارک برابر ۱۴.۱ است.